# Dalma Iványi
Dalma Erika Iványi (ur. 13 marca 1976 w Békéscsaba) – węgierska koszykarka, występująca na pozycji rozgrywającej.
W 1999 roku rozpoczęła występy w lidze WNBA, jako pierwsza w historii węgierska koszykarka.
W 2010 roku podczas rozgrywek Euroligi w spotkaniu z Wisłą Can-Pack Kraków zanotowała triple-double (24 punkty, 11 zbiórek, 10 asyst).

## Osiągnięcia
Na podstawie, o ile nie zaznaczono inaczej.

### NCAA
- 3-krotna uczestniczka turnieju NCAA
- Zawodniczka Roku Konferencji Trans America Athletic (1997)
- MVP turnieju konferencji (1998)
- Defensywna Zawodniczka Roku Konferencji Sun Belt (1999)
- Zaliczona do:
  - I składu:
    - konferencji:
      - Trans America Athletic (1998)
      - Konferencji Sun Belt (1999)

    - All-American (1998 przez Kodaka, Associated Press, Women's Basketball News Service)
    - turnieju konferencji:
      - Trans America Athletic (1997, 1998)
      - Sun Belt (1999)

    - All-Newcomer Team (1996)

  - II składu konferencji Trans America Athletic (1996)
  - III składu All-American (1999 przez Associated Press, Basketball Times)
  - Sun Belt Conference’s 30-Year Anniversary Team (2005 – składu najlepszych zawodniczek konferencji Sun Belt z okazji obchodów 30-lecia istnienia konferencji)
- Liderka NCAA w asystach (1998, 1999)
- Drużyna Panthers zastrzegła należący do niej numer

### Drużynowe
- Mistrzyni Węgier (1995, 2000, 2001, 2003–2006, 2010)
- Wicemistrzyni Węgier (2002, 2007, 2008, 2011)
- Brąz:
  - Euroligi (2001, 2004)
  - mistrzostw Węgier (2009)
- 4. miejsce w Eurolidze (2005)
- Zdobywczyni Pucharu Węgier (2000–2003, 2005, 2006, 2009, 2010)
- Finalistka Pucharu Węgier (2008, 2011)
- 3. miejsce w Pucharze Węgier (2007)

### Indywidualne
- Węgierska Koszykarka Roku (2001, 2003, 2004, 2006, 2007, 2014)
- Najlepsza (według eurobasket.com)[6]:
  - zawodniczka na pozycji obrońcy ligi węgierskiej (2008)
  - krajowa zawodniczka ligi węgierskiej (2008)
- Uczestniczka meczu gwiazd:
  - Euroligi (2006–2008)
  - ligi węgierskiej (2008)[6]
- Zaliczona do (przez eurobasket.com):
  - I składu[6][7][8]:
    - ligi węgierskiej (2008, 2010, 2014)
    - zawodniczek:
      - defensywnych ligi węgierskiej (2008, 2010)
      - krajowych ligi węgierskiej (2008, 2010, 2014)

  - składu Honorable Mention ligi węgierskiej (2011)[9]
- Liderka: 
  - Euroligi w:
    - asystach (2005, 2008, 2009, 2011)
    - przechwytach (2007, 2008)

  - ligi węgierskiej w asystach (2009)

### Reprezentacja
- Brązowa medalistka mistrzostw Europy U–18 (1994)
- Uczestniczka mistrzostw:
  - Europy (1995 – 12. miejsce, 1997 – 4. miejsce, 2001 – 7. miejsce, 2003 – 10. miejsce)
  - świata (1998 – 10. miejsce)
  - Europy U–18 (1992 – 7. miejsce, 1994)
  - Europy U–16 (1993 – 5. miejsce)
- Liderka Eurobasketu w asystach (2001)